# Canton de Saintes-Maries-de-la-Mer
Le canton de Saintes-Maries-de-la-Mer est une ancienne division administrative française située dans le département des Bouches-du-Rhône, dans l'arrondissement d'Arles.
Il est supprimé à la suite du redécoupage cantonal de 2014.

## Composition
Il était composé de la commune suivante :
| Nom                                  | Code Insee | Intercommunalité                   | Superficie (km2) | Population (dernière pop. légale) | Densité (hab./km2) |
| ------------------------------------ | ---------- | ---------------------------------- | ---------------- | --------------------------------- | ------------------ |
| Saintes-Maries-de-la-Mer (chef-lieu) | 13096      | CA Arles-Crau-Camargue-Montagnette | 374,61           | 2 683 (2014)                      | 7,2                |

## Représentation

### Conseillers généraux de 1833 à 2015
| Période      | Période                 | Identité                                          | Étiquette          | Qualité |
| ------------ | ----------------------- | ------------------------------------------------- | ------------------ | --- |
| 1833         | 1842                    | Vicomte Claude de Bouillé du Charriol (1787-1866) |                    | Ancien maire de Nevers (Nièvre) |
| 1842         | 1874                    | Honoré Clair (1796-1882)                          |                    | Avocat, conseiller municipal d'Arles, conseiller d'arrondissement                                                                                     |
| 1874         | 1878 (annulation)       | Georges de Lagorce                                | Républicain Droite | Maire des Saintes-Maries-de-la-Mer (1888-1892) |
| 24 mars 1878 | 1878 (démission)        | Augustin Tardieu                                  | Républicain        | Sous-officier Maire d'Arles (1870-1871 et 1873-1874, 1876-1877 et 1878) Député (1871-1877, 1878-1881) Ancien conseiller général du Canton d'Arles-Est |
| 1878         | 1883                    | Georges de Lagorce                                | Droite             | Maire des Saintes-Maries-de-la-Mer (1888-1892) |
| 1883         | 1889                    | Jules Boissier                                    | Républicain        | Agriculteur et éleveur à Nîmes Précédemment conseiller général du canton de Sommières                                                                 |
| 1889         | 1895                    | Alexandre Savoye                                  | Républicain        | Maire des Saintes-Maries-de-la-Mer (1884-1886) |
| 1895         | 1903 (démission)        | Paul Peyron                                       | Socialiste         | Maire des Saintes-Maries-de-la-Mer (1892-1904) |
| 1903         | 1925                    | Jean Granaud                                      | Rad.               | Président du Comité agricole de l'arrondissement d'Arles                                                                                              |
| 1925         | 1934                    | Esprit Pioch                                      | SFIO puis PC-SFIC  | Commis greffier du juge de paix Maire des Saintes-Maries-de-la-Mer (1921-1934)                                                                        |
| 1934         | 1937                    | Joannin Audibert                                  | PC-SFIC            | Propriétaire, conseiller d'arrondissement Maire des Saintes-Maries-de-la-Mer (1920-1921 et 1934-1942)                                                 |
| 1937         | 1938 déclaré inéligible | Esprit Pioch                                      | PC-SFIC            | Maire des Saintes-Maries-de-la-Mer (1921-1934) |
| 1938         | 1940                    | Joannin Audibert                                  | Soc.ind.           | Propriétaire Maire des Saintes-Maries-de-la-Mer (1920-1921 et 1934-1942)                                                                              |
|              |                         |                                                   |                    | |
| 1945         | 1976 (décès)            | Roger Delagnes                                    | SFIO puis PS       | Instituteur en retraite Sénateur (1962-1974) Maire des Saintes-Maries-de-la-Mer (1945-1972)                                                           |
| 1976         | 1994                    | Hubert Manaud                                     | PS                 | Maire des Saintes-Maries-de-la-Mer (1972-1995) |
| 1994         | 2015                    | Roland Chassain                                   | RPR puis UMP       | Gérant de société Député (2002-2007) Maire des Saintes-Maries-de-la-Mer (1995-2021)                                                                   |

### Conseillers d'arrondissement (de 1833 à 1940)
| Période                                  | Période | Identité                             | Étiquette    | Qualité |
| ---------------------------------------- | ------- | ------------------------------------ | ------------ | --- |
| 1833                                     | 1839    | Antoine Audibert                     |              | Pépiniériste, propriétaire à Tarascon                                                                       |
| 1839                                     | 1842    | Honoré Clair                         |              | Avocat à Arles                                                                                              |
| 1842                                     | 1848    | Vicomte Eugène de Grille d'Estoublon | Légitimiste  | Saint-cyrien, maire d'Arles (1845-1848), député (1839-1848)                                                 |
|                                          |         |                                      |              | |
| 1852                                     |         | Gustave Desplan                      |              | Propriétaire à Arles                                                                                        |
|                                          |         |                                      |              | |
| 1871                                     | 1877    | Guillaume Doutreleau (1819-1892)     | Légitimiste  | Avocat, bâtonnier à Arles                                                                                   |
| 1877                                     | 1883    | M. Fouque                            | Conservateur | Instituteur provisoire aux Saintes-Maries-de-la-Mer                                                         |
| 1883                                     | 1895    | Jean Reyne                           | Républicain  | Gérant de l'exploitation agricole des Fringants aux Saintes-Maries-de-la-Mer                                |
| 1895                                     | 1904    | Jules Layolle                        |              | Propriétaire aux Saintes-Maries-de-la-Mer                                                                   |
| 1904                                     | 1910    | M. Daniel                            | Rad.         | Propriétaire                                                                                                |
| 1910                                     | 1922    | Joseph Espelly                       | Rad.         | Maire des Saintes-Maries-de-la-Mer                                                                          |
| 1922                                     | 1934    | Joannin Audibert                     | Soc.ind.     | Propriétaire Maire des Saintes-Maries-de-la-Mer (1920-1921)                                                 |
| 1934                                     | 1940    | Jules Coulomb                        | Rad.         | Cultivateur aux Saintes-Maries-de-la-Mer                                                                    |
| 1940                                     |         |                                      |              | Les conseils d'arrondissement ont été suspendus par la loi du 12 octobre 1940 et n'ont jamais été réactivés |
| Les données manquantes sont à compléter. |         |                                      |              | |

## Démographie
| 1962  | 1968  | 1975  | 1982  | 1990  | 1999  | 2006  | 2011  | 2012  |
| ----- | ----- | ----- | ----- | ----- | ----- | ----- | ----- | ----- |
| 2 179 | 2 244 | 2 120 | 2 045 | 2 232 | 2 478 | 2 341 | 2 396 | 2 495 |